# Sitana visiri
Espèce
Sitana visiri est une espèce de sauriens de la famille des Agamidae.

## Répartition
Cette espèce est endémique du Tamil Nadu en Inde. Elle se rencontre entre 2 et 233 m d'altitude.

## Description
Les mâles mesurent de 40,3 à 56,3 mm de longueur standard et les femelles de 44,8 à 52,1 mm.

## Publication originale
- Deepak, Giri, Asif, Dutta, Vyas, Zambre, Bhosale & Karanth, 2016 : Systematics and phylogeny of Sitana (Reptilia: Agamidae) of Peninsular India, with the description of one new genus and five new species. Contributions to Zoology, vol. 85, no 1, p. 67-111 (texte intégral).